# 拉德維涅
51°42′38″N 32°1′25″E / 51.71056°N 32.02361°E
拉德維涅（烏克蘭語：Радвине），是烏克蘭北部的村莊，隸屬切爾尼希夫州的科留基夫卡區。該村始建於1937年，面積0.4平方公里，海拔高度142米，2001年人口79，人口密度每平方公里196.5人。